# Perdix perdix

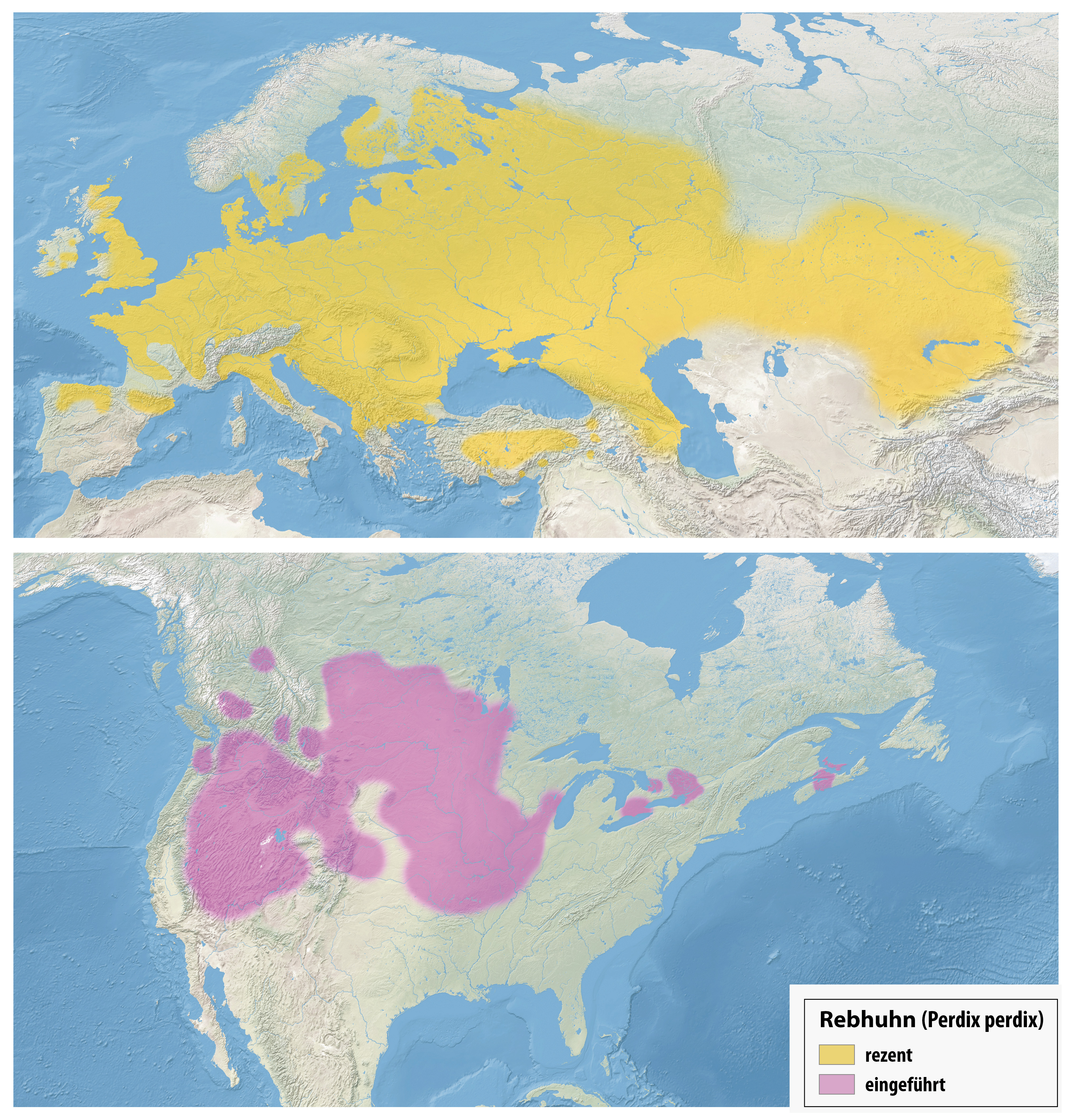

La  starna  (Perdix perdix, (Linnaeus, 1758) è un uccello galliforme appartenente alla famiglia dei Fasianidi.

## Sistematica
La starna, conosciuta anche come pernice grigia, è una specie politipica. La sua distribuzione è prevalentemente euroasiatica, anche se nei primi anni del Novecento è stata introdotta in Canada e negli Stati Uniti settentrionali a scopi venatori. Nella zona eurasiatica si riconoscono tre specie del genere Perdix, ognuna tipica di un distinto areale geografico: P. murice si trova nelle steppe mongole e in Russia; P. hodgsoniae è tipica di Nepal, Cina e India; in Europa si trova invece la specie P. perdix.
All'interno della specie P. perdix sono generalmente riconosciute sette sottospecie anch'esse tipiche di specifiche zone geografiche:
P. p. hispaniensis (Pirenei e porzione settentrionale della penisola iberica)
P. p. sphagnetorum (Paesi Bassi e Germania nordoccidentale)
P. p. lucida (Finlandia ed Europa orientale)
P. p. armoricana (Bretagna, Normandia e Francia centrale)
P. p. canescens (Turchia, Caucaso, Iran e zona transcaucasica)
P. p. perdix (Scandinavia, isole britanniche ed Europa centrale fino ai Balcani)
P. p. robusta (dal fiume Ural alla Siberia nordoccidentale)
Alcuni autori riconoscono anche una sottospecie italica (considerata estinta in natura, ora in corso di reintroduzione), più piccola rispetto alle popolazioni centroeuropee.

## Aspetti morfologici
Nel gruppo dei fasianidi la si può descrivere come di medie dimensioni. Il corpo ha una lunghezza tra 29 e 33 cm, l'apertura alare è di circa 45–48 cm. Il peso medio è di poco superiore a 400 g, con lievi differenze tra maschi e femmine a seconda della fase del ciclo annuale.
Il dimorfismo sessuale è relativo soprattutto ad alcune caratteristiche della livrea. Il maschio infatti ha una macchia bruno scura sul petto a forma di ferro di cavallo comune anche al 50% delle femmine anche se in queste ultime la macchia è più chiara e solitamente incompleta. Per poter stabilire il sesso con sicurezza si devono osservare la colorazione e la striatura delle penne scapolari, le femmine presentano una striatura a forma di croce lorenese. Oppure durante il periodo riproduttivo la striscia periorbitale arancione dei maschi.
Il piumaggio è principalmente di color grigio azzurro e castano rossiccio, i giovani sono più chiari degli adulti.
I pulcini hanno una colorazione fulva con punteggiature e strisce nere.

## Distribuzione e status
La starna è un uccello originario di steppe fredde, l'Italia centrale e i balcani sono l'areale più meridionale in cui vive. Studi condotti su starne centroeuropee dimostrano infatti che una temperatura media superiore a 22 °C durante il periodo estivo fa aumentare la mortalità dei pulcini fino all'80%.
In Italia la starna si trova in uno stato di decremento continuo perdurante da mezzo secolo. I motivi del declino della specie sono riscontrabili nell'aumento di superficie agricola coltivata a monocoltura intensiva nelle zone di pianura, nell'abbandono dei terreni agricoli collinari e montani.
Le popolazioni di starna più cospicue si trovano nel nord e lungo l'Appennino centrosettentrionale. Un censimento di una ventina di anni fa ne stima una quantità tra 15000 e 16000 esemplari divisa in 14 sottopopolazioni. La maggior parte delle sottopopolazioni sono mantenute in equilibrio dai continui ripopolamenti per scopi venatori.

## Biologia

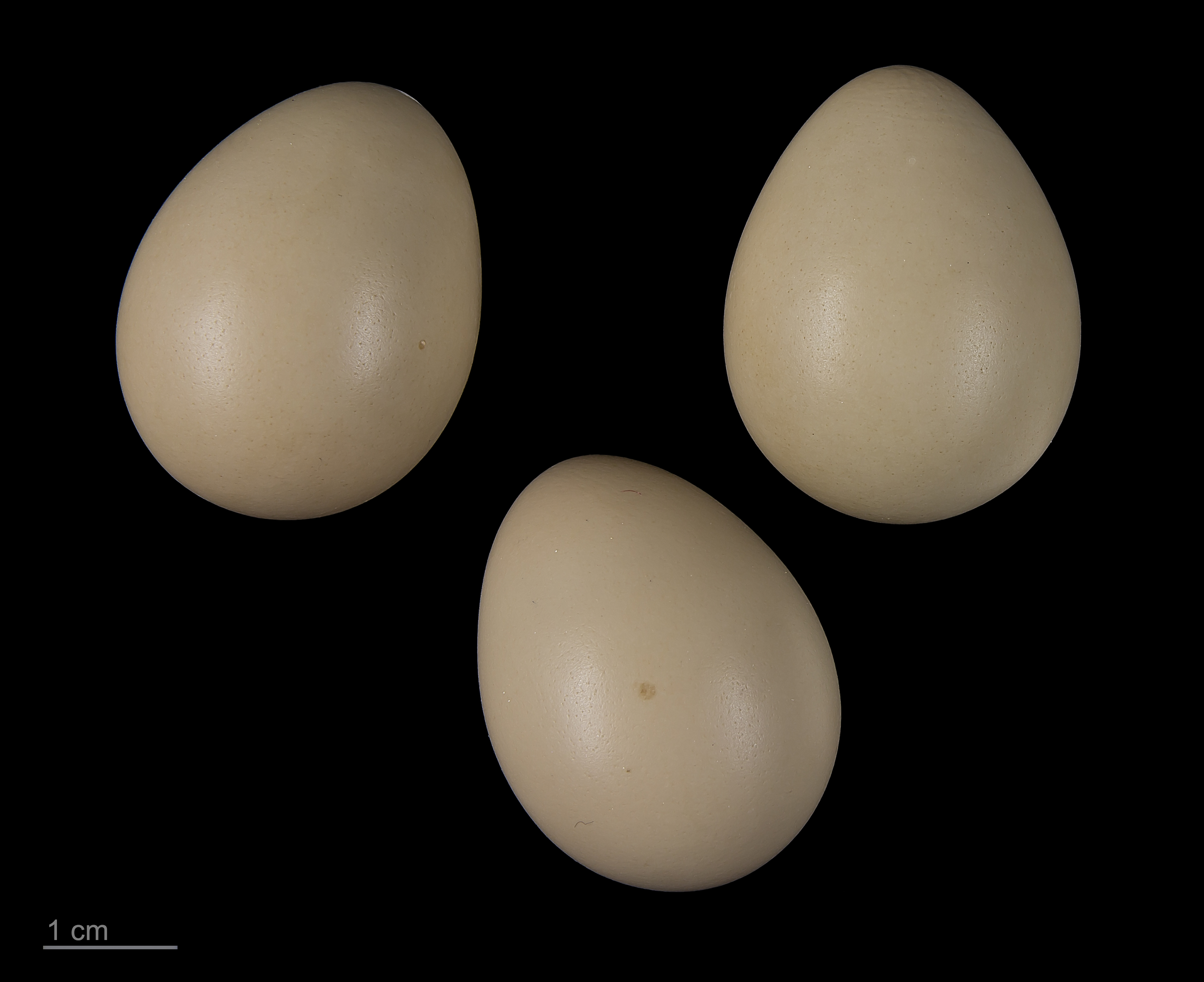
Uova di Perdix perdix

La starna è un animale stanziale e gregario; le dimensioni del gruppo hanno andamento stagionale, in inverno infatti per razionalizzare lo sfruttamento delle scarse risorse alimentari si possono fondere più gruppi familiari per formare brigate composte da più di 30 individui. Il volo è radente, veloce, alternandosi rapidi battiti a brevi planate. Le ali durante il volo sono arcuate.
Intorno al mese di febbraio comincia la fase pre-riproduttiva, con la formazione delle coppie e la disgregazione delle brigate invernali. In questo momento comincia un'intensa attività di canto e si crea una forte territorialità. La voce è tipica: una nota bassa metallica, stridente e ritmica. Nel mese di aprile comincia l'attività riproduttiva vera e propria, con la costruzione del nido, che solitamente è una depressione del terreno tappezzata di foglie. La deposizione avviene a intervalli regolari di uno-due giorni, e il totale di uova deposte varia da 4 a 30, con una media di circa 15 a stagione riproduttiva. Le uova sono covate principalmente dalla femmina e si schiudono in 23-25 giorni; le nascite sono concentrate in giugno, ma le schiuse possono andare avanti fino ad agosto. I pulcini sono nidifughi, e il gruppo familiare rimane omogeneo fino a 60 giorni dalla schiusa; dopo tende a includere adulti soli, o coppie che non si sono riprodotte.
Per quanto riguarda l'alimentazione, le starne si nutrono principalmente di semi e germogli, ma la componente animale (piccoli invertebrati) ha un'importanza notevole nelle prime tre settimane di vita dei pulcini e durante la fase riproduttiva.
Le preferenze ambientali della starna riguardano solitamente spazi aperti in cui colture tradizionali di cereali e foraggiere siano intervallati da piccoli frutteti e vigneti; molto importante è che vicino alle aree di foraggiamento vi siano degli incolti erbosi o cespugliati, con siepi basse e piccoli boschi, che non superino un terzo della grandezza del territorio.